# مارات گلمان
مارات گلمان (روسی: Марат Александрович Гельман؛ زادهٔ ۲۴ دسامبر ۱۹۶۰) نمایشگاه‌گردان و سیاست‌مدار اهل روسیه سابق و روسیه کنونی است. وی همچنین دستیار مدیر سابق شبکه یک روسیه بوده است.